# Bongcloud-Angriff
Der Bongcloud-Angriff ist eine unkonventionelle Schacheröffnung, bei der der König im zweiten Zug bewegt wird. Die klassische Variante besteht aus den Zügen:
1. e2–e4 e7–e5
2. Ke1–Ke2
Das Bewegen des Königs nach e2 verletzt gängige Prinzipien der Eröffnungstheorie. Die Dame und der weißfeldrige Läufer werden in ihrer Bewegung eingeschränkt und Weiß verliert das Recht zu rochieren, was nachhaltig die Sicherheit des weißen Königs schwächt. Außerdem geht durch das Zurückziehen des Königs auf e1 Zeit für die Entwicklung verloren. Das Fehlen positiver Auswirkungen auf die Stellung von Weiß ist ein Grund dafür, dass der Bongcloud-Angriff, im Gegensatz zu anderen seltenen Schacheröffnungen, in ernsthaften Spielen nicht verwendet wird. Er kann jedoch auch gespielt werden, um dem Gegner einen leichten Vorteil einzuräumen, ähnlich 1. Sf3 … 2. Sg1. oder als Ausdruck der Respektlosigkeit gegenüber dem Gegner.
Der Bongcloud-Angriff wird als scherzhafte Eröffnung betrachtet, die meistens in Verbindung mit Schachhumor im Internet steht. Live-Streamer wie Großmeister Hikaru Nakamura haben die Eröffnung in Online-Schachspielen, auch gegen Gegner auf hohem Niveau, genutzt. Auch der Schachweltmeister Magnus Carlsen hat den Bongcloud-Angriff gespielt.
Eine erweiterte Variante des Bongcloud-Angriffs hat zum Ziel, dass König und Dame ihre Positionen tauschen. Ein möglicher Ablauf hierzu wäre 1. c3 d5 2. Da4 Sc6 3. Dh4 Sf6 4. f3 e5 5. Kd1 d4 6. De1, womit das Manöver abgeschlossen ist. Nach dieser Sequenz wird die Stellung von Weiß durch Schachengines trotz materieller Gleichheit um etwa fünf Bauerneinheiten schlechter bewertet.

## Namensherkunft
Es wird angenommen, dass der Bongcloud-Angriff entweder nach dem Chess.com-Benutzer „Lenny_Bongcloud“ benannt wurde, der in seinen Spielen entgegen dem eigentlichen Sinn von Schach versuchte, seinen König schnellstmöglich auf die andere Seite des Bretts zu bewegen, oder ein Verweis auf das Gerät zum Konsum von Marihuana. Die Eröffnung wurde weiterverbreitet durch das 2010 veröffentlichte Scherzhandbuch Winning With the Bongcloud von Andrew Fabbro. Auch die Beschreibung als Angriff ist ironisch zu verstehen, da von der Variante keinerlei offensive Impulse ausgehen.